# Frankrikegården

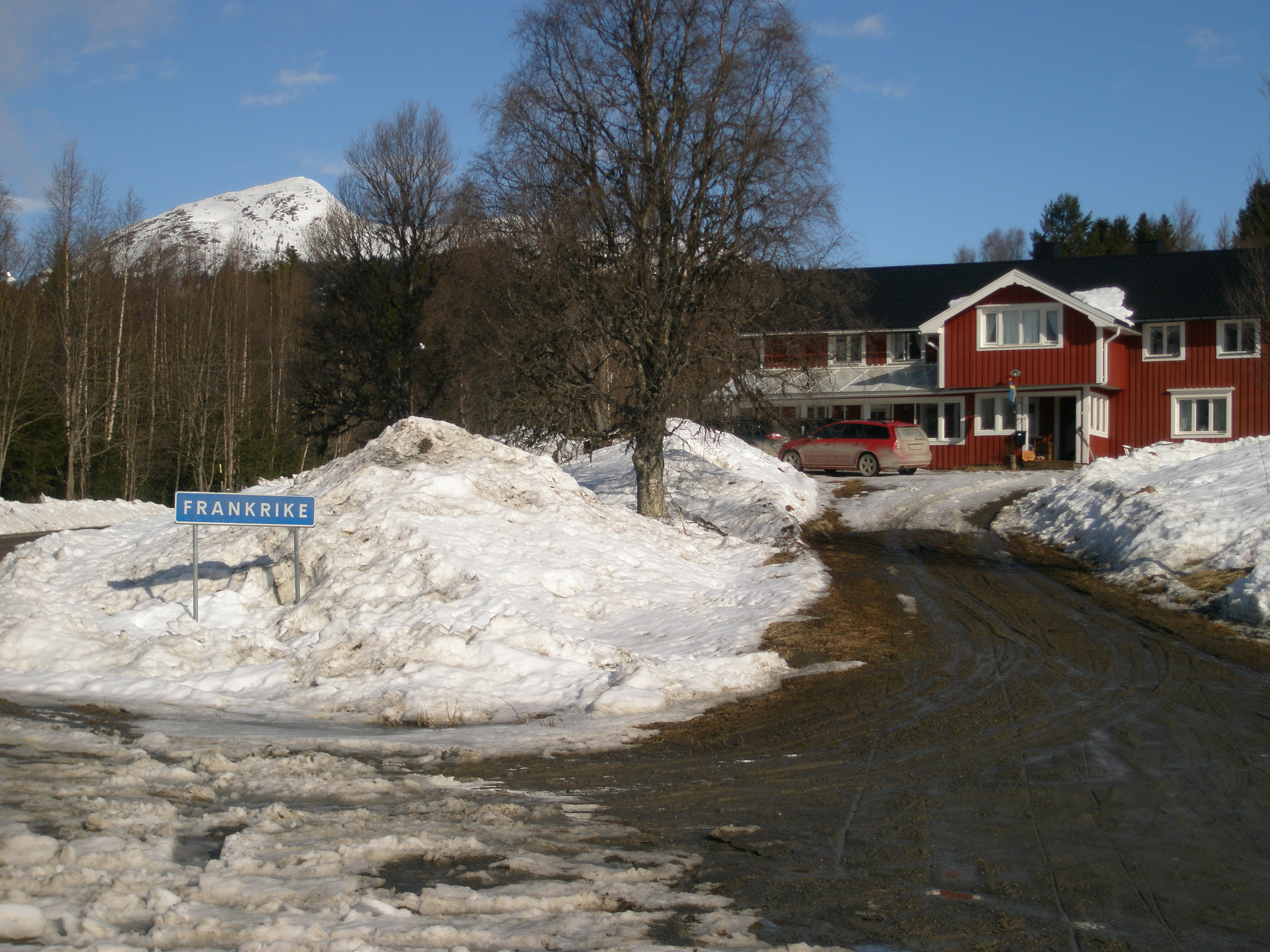
Frankrikegården

Frankrikegården ligger i byn Frankrike i norra Offerdals socken, Krokoms kommun, Jämtland. Det tidigare kända hotellet ligger vid foten av fjället Oldklumpen. Nära Frankrike ligger byarna Höjden och Åkroken.
Vid Frankrikegården slutar den allmänna vägen genom Offerdal och orten var tidigare sluthållplats för Olle Sundquists busslinje från Östersund. Frankrike är tillsammans med Jänsmässholmen centrum för den sydsamiska kulturen i Offerdal. 
Sommaren 1903 besökte kompositören Wilhelm Peterson-Berger Frankrike och Oldfjällen. Besöket beskrevs i Svenska Turistföreningens årsskrift 1904. Poeten Gunnar Ekelöf (1907-1968) vistades i flera omgångar på Frankrikegården på 1930-talet. Teman från Oldfjällen återfinns i flera av Ekelöfs dikter. Även författaren Ellen Key (1849-1926) gjorde besök i Offerdalsfjällen.
Under 1980-talet köptes gården av en privatperson.

### Fotnoter
1. ↑  Anita Näsberg (18 augusti 2011). ”Åtta personer har adress Frankrike” (på svenska). Länstidningen Östersund. Arkiverad från originalet den 29 juni 2018. https://web.archive.org/web/20180629130801/https://www.ltz.se/artikel/jamtland/krokom/atta-personer-har-adress-frankrike. Läst 29 juni 2018.